# خروما
خروما (به لاتین: Khroma) یک رود در روسیه است که در یاقوتستان واقع شده‌است.